# John Campbell, 4. Duke of Argyll

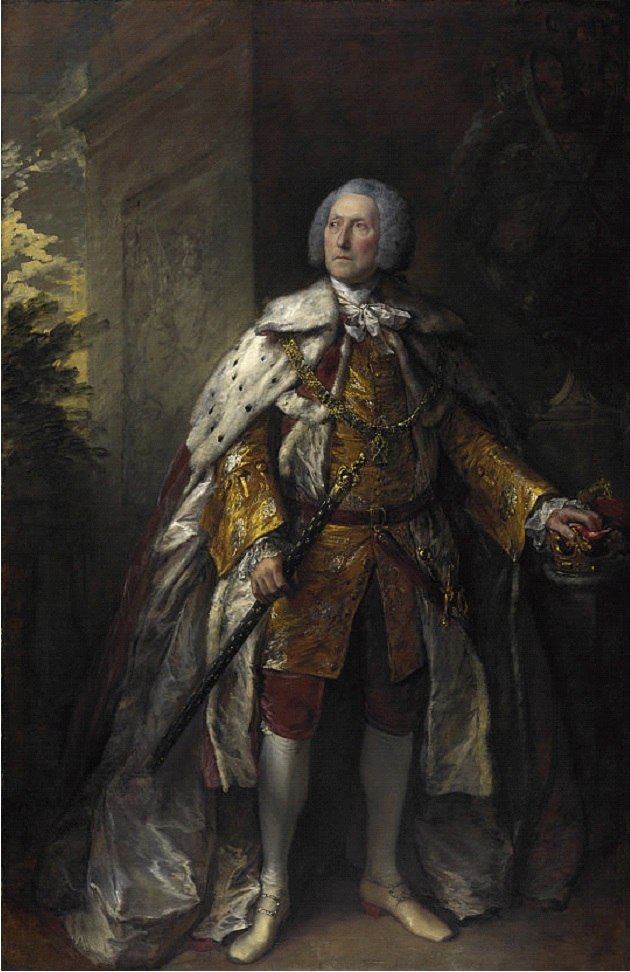
Thomas Gainsborough: John Campbell, 4. Duke of Argyll, Öl auf Leinwand, 1767

John Campbell, 4. Duke of Argyll KT PC (* um 1693; † 9. November 1770 in London) war ein schottischer Adliger, General und Politiker.

## Leben
John Campbell war der älteste Sohn des Unterhausabgeordneten Hon. John Campbell (um 1660–1729), Gutsherr von Mamore in Dunbartonshire, aus dessen Ehe mit Elizabeth Elphinstone (1677–1758), einer Tochter von John Elphinstone, 8. Lord Elphinstone. Sein Vater war der zweite Sohn des Archibald Campbell, 9. Earl of Argyll (1629–1685).
John Campbell trat 1710 als Ensign der 3rd Foot Guards in die British Army ein und erwarb 1712 den Rang eines Lieutenant-Colonel. Von 1720 bis 1722 war er Lieutenant-Colonel des auf Menorca stationierten 9th Regiment of Foot und von 1735 bis 1737 Lieutenant-Colonel des 27th Regiment of Foot. 1737 wurde er zum Colonel des 39th Regiment of Foot befördert, 1738 als Colonel zum 21st Regiment of Foot versetzt. Mit letzterem Regiment nahm er am Österreichischen Erbfolgekrieg (1740–1748) teil, zeichnete er sich in der Schlacht bei Dettingen (1743) aus und wurde mehrmals befördert, 1743 zum Brigadier-General, 1744 zum Major-General und 1747 zum Lieutenant-General. Nach dem Krieg wurde er 1752 Colonel der North British Dragoons zur Kavallerie versetzt und hatte dieses Kommando bis zu seinem Tod inne. 1765 wurde er zum General of the Horse befördert.
Parallel zu seiner Militärkarriere war er als Abgeordneter für Buteshire und Caithness (1713–1715), für Elgin Burghs (1715–1722 und 1725–1727) und schließlich für Dunbartonshire (1727–1761) Mitglied des House of Commons.
Von seinem Vater hatte er 1729 dessen Ländereien in Dumbartonshire geerbt, später erwarb er auch das Gut Coombe Bank in Kent.
Als sein Cousin Archibald Campbell, 3. Duke of Argyll im April 1761 starb, erbte er dessen Adelstitel als 4. Duke of Argyll, dessen umfangreiche Ländereien, sowie die Chiefwürde des Clan Campbell. Seine schottischen Standesgenossen wählten ihn im Mai 1761 zu einem Representative Peer im House of Lords, wofür er seinen Sitz im House of Commons aufgab. Zudem wurde er zum Gouverneur des County Limerick ernannt. Ein Jahr später wurde Campbell ins Privy Council berufen. 1765 wurde er als Knight Companion in den Distelorden aufgenommen.
Im Jahr 1720 heiratete John Campbell in London Mary Bellenden (1705–1736), eine Tochter von John Bellenden, 2. Lord Bellenden, und Lady Mary Moore. Aus der gemeinsamen Verbindung gingen mindestens vier Kinder hervor:
- Lady Caroline Campbell (1721–1803), ⚭ (1) 1739 Charles Bruce, 4. Earl of Elgin, ⚭ (2) 1747 Rt. Hon. Henry Seymour-Conway;
- John Campbell, 5. Duke of Argyll (1723–1806) ⚭ 1759 Elizabeth Gunning, 1. Baroness Hamilton of Hameldon, verwitwete Duchess of Hamilton;
- Lord Frederick Campbell (1729–1816) ⚭ Mary Meredith, verwitwete Countess Ferrers;[3]
- Lord William Campbell (1731–1778), letzter britischer Gouverneur von South Carolina, ⚭ Sarah Izard.

Er starb 1770 und wurde in der Gemeindekirche von Kilmun bestattet. Seine Adelstitel erbte sein ältester Sohn.